# Renodes nephrophora
Renodes nephrophora är en fjärilsart som beskrevs av Hans Daniel Johan Wallengren 1860 och som ingår i släktet Renodes. Inga underarter finns listade.